# Sydsvenska Dagbladets kulturpris
Sydsvenska Dagbladets kulturpris (numera även kallat Sydsvenskans kulturpris) är ett kulturpris som sedan 1949 i början av januari varje år utdelas av tidningen Sydsvenskan till förtjänstfulla kulturpersoner med anknytning till Skåne. Priset är på 60 000 kronor (2014).

## Pristagare
- 1948 – författaren Anders Österling
- 1949 – riksarkivarien Ingvar Andersson
- 1950 – tonsättaren Hilding Rosenberg
- 1951 – författaren Gustaf Hellström
- 1952 – skulptören Ivar Johnsson
- 1953 – konstnären Tora Vega Holmström
- 1954 – författaren Hjalmar Gullberg
- 1955 – konstnären Wiwen Nilsson
- 1956 – författaren Gabriel Jönsson
- 1957 – tonsättaren Lars-Erik Larsson
- 1958 – konstnären Pär Siegård
- 1959 – författaren Anna Lenah Elgström
- 1960 – konstnären Gösta Adrian-Nilsson
- 1961 – konsthistorikern professor Ragnar Josephson
- 1962 – författaren Karl Ragnar Gierow
- 1963 – estetikern professor Hans Ruin
- 1964 – hovsångerskan Birgit Nilsson
- 1965 – författaren Fritiof Nilsson Piraten
- 1966 – konstnären Einar Bager
- 1967 – skulptören Christian Berg
- 1968 – konstnären Max Walter Svanberg
- 1969 – skådespelaren Max von Sydow
- 1970 – förste hovkapellmästaren Sixten Ehrling
- 1971 – författaren Birgitta Trotzig
- 1972 – ädelsmeden Sigurd Persson
- 1973 – filmaren Jan Troell
- 1974 – konstnären Jörgen Fogelquist
- 1975 – författaren Majken Johansson
- 1976 – konstnären Ola Billgren
- 1977 – författaren Ingemar Leckius
- 1978 – skådespelaren Ernst-Hugo Järegård
- 1979 – historikern professor Alf Åberg
- 1980 – konstnären C.O. Hultén
- 1981 – konstnären Bertil Lundberg
- 1982 – författaren Göran Printz-Påhlson
- 1983 – konstnären Staffan Nihlén
- 1984 – skådespelaren Jarl Kulle
- 1985 – fotografen Georg Oddner
- 1986 – författaren och översättaren Britt G. Hallqvist
- 1987 – författaren, skådespelaren och regissören Hans Alfredson
- 1988 – gitarristen professor Göran Söllscher
- 1989 – formgivaren och keramikern, professor Signe Persson-Melin
- 1990 – författaren och översättaren Lasse Söderberg
- 1991 – konstnären Ulf Trotzig
- 1992 – tonsättaren Daniel Börtz
- 1993 – författaren  Jacques Werup
- 1994 – pianisten professor Hans Pålsson
- 1995 – regissören Ronny Danielsson
- 1996 – konstnären Gerhard Nordström
- 1997 – skådespelaren Jan Malmsjö
- 1998 – översättaren Ann-Mari Seeberg
- 1999 – trumpetaren Håkan Hardenberger
- 2000 – dansaren Birgit Åkesson
- 2001 – författaren Klas Östergren
- 2002 – landskapsarkitekten Sven-Ingvar Andersson
- 2003 – oboisten Helen Jahren samt musikern och kompositören Ale Möller
- 2005 – fotografen Jean Hermansson
- 2006 – författaren Sigrid Combüchen
- 2007 – filmaren Per Åhlin
- 2008 – scenografen Bente Lykke Møller samt regissören och teaterchefen Staffan Valdemar Holm
- 2009 – sångaren, skådespelaren och regissören Marianne Mörck
- 2010 – musikern och tonsättaren Mikael Wiehe
- 2011 – författaren och poeten Kristian Lundberg
- 2012 – journalisten och författaren Nina Björk
- 2013 – filmaren och författaren Lukas Moodysson
- 2014 – serietecknaren Liv Strömquist [1]
- 2015 – poeten Jesper Svenbro [2]
- 2016 – musikern Peps Persson [3]
- 2017 – musikern och författaren Jason "Timbuktu" Diakité [4]
- 2018 – konstnären Gittan Jönsson[5]
- 2019 – filmaren Fredrik Gertten
- 2020 – författaren Andrzej Tichý [6]
- 2021 – scenkonstgruppen Potato Potato[7]
- 2022 – skådespelaren och artisten Eva Rydberg[8]
- 2023 – spelutvecklarna Simon Flesser och Magnus "Gordon" Gardebäck, tillsammans företaget Simogo[9]
- 2024 – konstnären och författaren Leif Holmstrand[10]

## Fotnoter
1. ↑  Liv Strömquist tog emot Sydsvenskans kulturpris Sydsvenskan 2 mars 2015. Läst 26 oktober 2016.
2. ↑  Rörd Jesper Svenbro tog emot Sydsvenskans kulturpris Sydsvenskan 25 april 2016. Läst 26 oktober 2016.
3. ↑  Peps Persson får Sydsvenskans kulturpris Sydsvenskan 14 maj 2017. Läst 18 maj 2017.
4. ↑  Timbuktu får Sydsvenskans kulturpris Sydsvenskan 7 oktober 2018. Läst 7 november 2018.
5. ↑  ”Konstnären Gittan Jönsson får Sydsvenskans kulturpris”. Sydsvenskan. Arkiverad från originalet den 26 december 2019. https://web.archive.org/web/20191226141101/https://www.sydsvenskan.se/2019-11-10/gittan-jonsson-far-sydsvenskans-kulturpris-2019. Läst 26 december 2019.
6. ↑  ”Han får Sydsvenskans kulturpris för böcker om Malmös elände”. Sydsvenskan. https://www.sydsvenskan.se/2021-02-07/ibland-ligger-hoppet-i-att-man-ser-saker-for-vad-de-ar. Läst 7 februari 2021.
7. ↑  ”Potato Potato får Sydsvenskans kulturpris för normbrytande scenkonst”. Sydsvenskan. https://www.sydsvenskan.se/2022-01-30/det-ar-inte-sa-punkigt-att-fa-priser. Läst 30 januari 2022.
8. ↑  ”Eva Rydberg: ”Jag vill inte vara känd””. Sydsvenskan. https://www.sydsvenskan.se/2023-01-22/eva-rydberg-far-sydsvenskans-kulturpris-jag-ar-en-valdigt-enkel-artist. Läst 22 januari 2023.
9. ↑  ”Spelduo får Sydsvenskans kulturpris”. Sydsvenskan. 7 januari 2024. https://www.sydsvenskan.se/artikel/spelduo-far-sydsvenskans-kulturpris/. Läst 27 januari 2025.
10. ↑  ””Det finns inget annat material för mig än mitt liv””. Sydsvenskan. 26 januari 2025. https://www.sydsvenskan.se/2025-01-26/det-finns-inget-annat-material-for-mig-an-mitt-liv/. Läst 27 januari 2025.